# Макфарланд, Эрнест
Эрнест Уильям Макфарланд (англ. Ernest William McFarland; 9 октября 1894, Эрлсборо — 8 июня 1984, Финикс) — американский юрист и политик. Сенатор США от штата Аризона (1941—1953), губернатор Аризоны (1955—1959).

## Биография
В 1917 году окончил Оклахомский университет, в годы Первой мировой войны служил во флоте, но не участвовал в боевых действиях. В 1922 году окончил юридическое подразделение Стэнфордского университета, в 1924 году получил в том же университете степень магистра искусств. В 1923—1924 годах работал в офисе генерального прокурора Аризоны, в 1925—1930 годах — прокурор округа Пинал, в 1934—1940 годах занимал должность судьи того же округа.
В 1940 году в качестве кандидата Демократической партии избран в Сенат США от Аризоны и с 1941 по 1953 год оставался в этой должности, поддерживал множество нормативных актов в поддержку ветеранов Второй мировой войны, в том числе G.I. Bill. В 1951—1953 годах являлся лидером большинства в Сенате, большое внимание уделял развитию новейших систем коммуникации, проиграв выборы Барри Голдуотеру основал в Финиксе телекомпанию KTVK. В 1955—1959 годах — губернатор Аризоны, с 1964 по 1971 год — судья Верховного суда Аризоны.
В 1968 году являлся председателем Верховного суда Аризоны, в 1969 году президент Линдон Джонсон назначил Макфарланда в состав Национальной комиссии по расследованию причин и предотвращению насилия.